# Macrodorcas piceipennis
Macrodorcas piceipennis es una especie de coleóptero de la familia Lucanidae.

## Distribución geográfica
Habita en Vietnam, Hainan y Tíbet en  (China).